# Schlacht von Martyropolis
Die Schlacht von Martyropolis wurde im Sommer 588 nahe Martyropolis zwischen dem Oströmischen Reich und dem Sassanidenreich ausgetragen. Das Ergebnis der Schlacht war ein oströmischer Sieg.
Die oströmische Armee im Orient war durch eine Revolte im Jahr 588 geschwächt, die wegen Soldkürzungen ausgebrochen war und sich gegen den neuen Befehlshaber Priskos richtete. Priskos wurde von seinen Soldaten angegriffen und floh aus dem Lager. Die Meuterer wählten den dux von Phoenicia Libanensis, einen gewissen Germanus, als ihren vorläufigen Anführer. Kaiser Maurikios setzte daraufhin den alten Befehlshaber Philippikos wieder ein. Bevor dieser bei den Soldaten eintreffen konnte, griffen die Perser, die unübersichtliche Stellung ausnutzend, oströmisches Gebiet an. Sie belagerten Constantina. Germanus stellte ein Entsatzheer von tausend Mann zusammen, das die Stadt befreite. Der Geschichtsschreiber Theophylaktos Simokates berichtet: „nur mit Mühe konnte er [Germanus] die römischen Regimenter mit Reden ermuntern“. Germanus konnte für einen Raubzug auf persisches Gebiet etwa 4.000 Mann versammeln. Die Ankunft von Maurikios’ Boten Aristobulus entspannte die Situation im oströmischen Lager und die Disziplin wurde wiederhergestellt. Germanus führte seine Armee dann nordwärts nach Martyropolis, von wo aus er einen Überfall in die Arzanene unternahm. Der Angriff wurde vom persischen General Maruzas abgefangen und die Oströmer mussten umkehren. Die Perser folgten ihnen und es entspann sich eine Schlacht in der Nähe von Martyropolis, die in einem größeren oströmischem Sieg endete: Theophylaktos Simokates zufolge wurde Maruzas getötet und 3.000 Perser gefangen genommen, nur 1.000 Perser konnten sich nach Nisibis retten. Den Oströmern fiel viel Beute in die Hände, allem voran die persische Schlacht-Standarte, die zusammen mit dem Kopf des Maruzas zu Maurikios nach Konstantinopel gesandt wurde.